# Суннстейн, Йогван
Йогван Суннстейн (дат. Jógvan Sundstein; 25 мая 1933, Торсхавн, Фарерские острова — 8 июля 2024) — фарерский политический и государственный деятель, премьер-министр Фарерских островов (18 января 1989 — 15 января 1991). Лидер Фарерской народной партии — Радикальное самоуправление (1980—1993).

## Биография
Начал трудовую карьеру банковским служащим с 1949 по 1952 год, а затем работал бухгалтером с 1953 по 1963 год. Имел степень бакалавра экономики и управления, а также бухгалтера.
Был членом многих советов директоров. В 1979 году впервые был избран в парламент Лёгтинг. Избирался спикером Лёгтинга в 1980—1984 и 1988—1989 годах.
С 1989 по 1991 год занимал пост премьер-министра Фарерских островов. Работал министром финансов с 1991 по 1993 год.
В 2008 году опубликовал свои мемуары, став первым фарерским политиком, сделавшим это.
Его внук — профессиональный киберспортсмен N0tail.
Умер 8 июля 2024 года в Хольбеке, Дания, в возрасте 91 года.